# G-Win !
G-Win ! (D-Yikes! en VO)  est le sixième épisode de la onzième saison de la série animée South Park, ainsi que le 159e épisode de l'émission.
Cet épisode est une parodie du film 300. Il met le personnage de Janet Garrison en avant.

## Résumé
Mme Garrison est lasse de ses rendez-vous ratés, et ses crises n'arrangent pas les affaires de ses élèves masculins qui héritent de devoirs supplémentaires. En se rendant à son club de gym féminin, Mme Garrison en arrive à fréquenter un bar de lesbiennes et à se découvrir une attirance pour les femmes. Entre-temps, les enfants demandent aux Mexicains de travailler pour leur compte, mais cette tentative échoue lamentablement.
Il s'avère que le bar de lesbiennes où Garrison se rend régulièrement est attaqué par des Persans qui souhaitent y fonder une nouvelle boîte. La lutte entre Persans et lesbiennes est acharnée. En faisant appel aux Mexicains, Mme Garrison découvre que le chef des Persans est en réalité une femme. Après avoir fait prendre à celle-ci conscience qu'elle pouvait être elle-même, Mme Garrison prend la succession de son bar. Ce sont les Mexicains qui finissent par enseigner aux enfants, avec plus de brio que Mme Garrison.